# Krung Thon-bron
Krung Thon-bron (thai: สะพานกรุงธน) är en bro över Chao Phraya i Bangkok, Thailand.

## Historik
Brobygget startade den 31 augusti 1954, en hörnstensceremoni hölls den 24 juni 1955. Bygget slutfördes i slutet av 1957 och bron öppnades för trafik den 7 mars 1958.

## Tekniska data
Längden på bron är 642,70 meter varav en 185,50 meter lång tillfart på östra sidan och en 97,20 meter lång tillfart på västra sidan. Den segelfria höjden är 7,50 meter.
Bron har fyra filer för motortrafik, två i vardera riktningen, utan skiljebarriär. Det finns 2,5 meter breda trottoarer på båda sidor av bron.